# Жана от Франция (1556)
Жана от Франция (на френски: Jeanne de France; родена и починала на 24 юни 1556 г.) е сестра близначка на Виктория от Франция и последното дете на Катерина де Медичи и френския крал Анри II.
Катерина започва да ражда на 24 юни 1556 г. Жана умира още в утробата на майка си и престоява там няколко часа. Наложило се ръката на нейната сестра Виктория да бъде счупена, за да могат да я извадят от утробата на майка им. Месец по-късно Виктория умира.
Катерина едва не умира при раждането на близначките, затова кралският лекар съветва краля и Катерина да нямат повече деца.
|  | Тази страница частично или изцяло представлява превод на страницата Joan of France (1556) в Уикипедия на английски. Оригиналният текст, както и този превод, са защитени от Лиценза „Криейтив Комънс – Признание – Споделяне на споделеното“, а за съдържание, създадено преди юни 2009 година – от Лиценза за свободна документация на ГНУ. Прегледайте историята на редакциите на оригиналната страница, както и на преводната страница, за да видите списъка на съавторите. ВАЖНО: Този шаблон се отнася единствено до авторските права върху съдържанието на статията. Добавянето му не отменя изискването да се посочват конкретни източници на твърденията, които да бъдат благонадеждни. |